# Смилян (Хорватія)
Смилян (серб. Смиљан, Smiljan, хорв. Smiljan) — село в гірському районі Лика в Хорватії у складі міста Госпич Лицько-Сенської жупанії.

## Розташування
Він розташований за шість кілометрів на північний схід від Госпича, і за 15 кілометрів від шосе Загреб-Спліт, його населення 446 (2001). Смилян відомий завдяки тому, що тут народився Нікола Тесла 10 липня 1856. Смилян розташований на території колишнього Військового Кордону.

## Походження назви
Народний переказ пояснює походження назви Смилян поетичними легендами. Згідно з однією легендою, поселення названо на честь безсмертника (хорв. smilje), квітки, яка колись тут росла, а за іншою, на честь вродливої дівчини Смиляни, яка в ньому жила. Третя легенда оповідає, що його було названо на честь відомого національного героя Ілії Смилянича (Ilija Smiljanić).

## Населення
Населення за даними перепису 2011 року становило 418 осіб.
Динаміка чисельності населення поселення:

## Клімат
Середня річна температура становить 8,82°C, середня максимальна – 22,87°C, а середня мінімальна – -7,22°C. Середня річна кількість опадів – 1189 мм.
| Клімат поселення                              | Клімат поселення | Клімат поселення | Клімат поселення | Клімат поселення | Клімат поселення | Клімат поселення | Клімат поселення | Клімат поселення | Клімат поселення | Клімат поселення | Клімат поселення | Клімат поселення | Клімат поселення |
| Показник                                      | Січ.             | Лют.             | Бер.             | Квіт.            | Трав.            | Черв.            | Лип.             | Серп.            | Вер.             | Жовт.            | Лист.            | Груд.            |                  |
| Середній максимум, °C                         | 5,71             | 7,12             | 10,66            | 14,72            | 19,30            | 22,57            | 22,87            | 22,63            | 18,52            | 14,18            | 8,80             | 4,96             |                  |
| Середня температура, °C                       | −0,75            | 0,66             | 4,18             | 8,26             | 12,84            | 16,11            | 18,30            | 18,08            | 13,96            | 9,59             | 4,24             | 0,40             |                  |
| Середній мінімум, °C                          | −7,22            | −5,81            | −2,3             | 1,78             | 6,36             | 9,65             | 13,73            | 13,51            | 9,39             | 5,05             | −0,34            | −4,18            |                  |
| Норма опадів, мм                              | 92               | 88               | 88               | 90               | 83               | 81               | 50               | 71               | 123              | 140              | 158              | 125              |                  |
| Середньомісячна швидкість вітру, м/с          | 2.50             | 2.63             | 2.82             | 2.72             | 2.48             | 2.28             | 2.25             | 2.17             | 2.30             | 2.45             | 2.78             | 2.78             |                  |
| Середньомісячна сонячна радіація, кДж/м²·день | 4532             | 7288             | 10685            | 15333            | 19415            | 21407            | 23318            | 19988            | 14644            | 9256             | 4863             | 3778             |                  |
| --------------------------------------------- | ---------------- | ---------------- | ---------------- | ---------------- | ---------------- | ---------------- | ---------------- | ---------------- | ---------------- | ---------------- | ---------------- | ---------------- | ---------------- |
| Джерело:                                      |                  |                  |                  |                  |                  |                  |                  |                  |                  |                  |                  |                  |                  |

## Меморіальний центр
У зв'язку зі святкуванням 150-річчя від дня народження піонера електрики і винахідника Ніколи Тесли хорватські чиновники відкрили меморіальний комплекс Тесли, в тому числі музей у відновленому будинку його дитинства. Сьогодні він, разом із православною церквою і околицями, являє собою меморіальний комплекс із різними експонатами винаходів Тесли і музей, де показано подробиці життя винахідника. Оригінальний меморіальний комплекс було зруйновано в ході операції «Буря», під час якої згорів будинок і меморіал, але його було відновлено в 2001 році.